# Robinsonia longimacula
Robinsonia longimacula är en fjärilsart som beskrevs av William Schaus 1915. Robinsonia longimacula ingår i släktet Robinsonia och familjen björnspinnare. Inga underarter finns listade.